# 尹日錄
尹日錄（윤일록，1992年3月7日—），韓國足球運動員，現效力韓國K聯賽1球隊蔚山現代，司職邊鋒及進攻中場。

## 俱樂部生涯
尹日錄2008年加入慶南FC青训梯队，2011年进入慶南FC一线队征战K联赛。2011年3月13日，他在慶南FC1比0击败蔚山现代的比赛首发出场，上演职业生涯首秀。 同年4月3日，他射进职业生涯的首秀，帮助慶南FC2比1击败济州联。 尹日錄在职业生涯的首个赛季联赛出场21次，射进4球，2012赛季成为球队的绝对主力，出场42次收获6个进球。2013年，尹日錄转会加盟FC首尔。
2018年1月，尹日录加盟日职联横滨水手。

## 國家隊生涯
2009年，尹日錄代表韩国U-17国家足球队参加2009年U17世界盃足球賽，并在韩国参加的五场比赛中都有出场，最终韩国不敌东道主尼日利亚止步八强。2011年，他代表韩国U-20国家足球队参加2011年U20世界盃足球賽，并参加了韩国的所有四场比赛，最终在淘汰赛第一轮点球决胜不敌西班牙被淘汰。 尹日錄还在2011年入选韩国国奥队，并在和乌兹别克国奥队的友谊赛以及和卡塔尔的奥运会预选赛各进一球。 不过他最终未能入选韩国国奥队参加2012年夏季奧林匹克運動會足球比賽的名单。
2013年7月，尹日錄首次入选韩国国家足球队，他在2013年东亚杯足球赛第一轮韩国0比0战平澳大利亚的比赛首发登场，上演成年国家队首秀。2013年7月27日，他在东亚杯最后一场1比2不敌日本的比赛射进在国家队的首球。

## 榮譽

### 俱樂部
FC 首爾
- 韓國足協盃：2015
- K聯賽1：2016

蔚山現代
- K聯賽1：2022

### 國際賽
韓國 U23
- 亞洲運動會：2014

韓國
- 東亞足球錦標賽：2017、2019

## 外部連結
- Profile at Yokohama F. Marinos （页面存档备份，存于）
- 日本職業足球聯賽中的尹日錄 （日語）
- 尹日錄在 kleague.com上的出场纪录（韓語）
- Yun Il-lok – National Team Stats at KFA （韓語）
- 尹日錄 – FIFA國際賽競賽紀錄 (存檔)
- Soccerway資料庫：尹日錄